# PROBA
PROBA (PRoject for On-Board Autonomy) es un minisatélite de demostración tecnológica de la Agencia Espacial Europea. Tiene una masa de solo 94 kg y fue lanzado el 22 de octubre de 2001 como carga adicional a bordo de un cohete PSLV que portaba como satélites principales al BIRD y al TES. Fue puesto en una órbita de 553 por 676 km.
Porta un detector de radiación, un espectrómetro infrarrojo, un detector de impactos, dos cámaras (CHRIS y HRC) y un procesador experimental para realizar experimentos de navegación y control autónomo de la nave. Tiene forma de caja con unas medidas de 40x60x80 cm y obtiene su energía de células solares adosadas a su superficie.
Fue construido por Verheart en Bélgica y utiliza el bus MiniSIL desarrollado por la empresa británica SI. El centro de control está en Bélgica.